# 鈴木愛理 (ヴァイオリニスト)

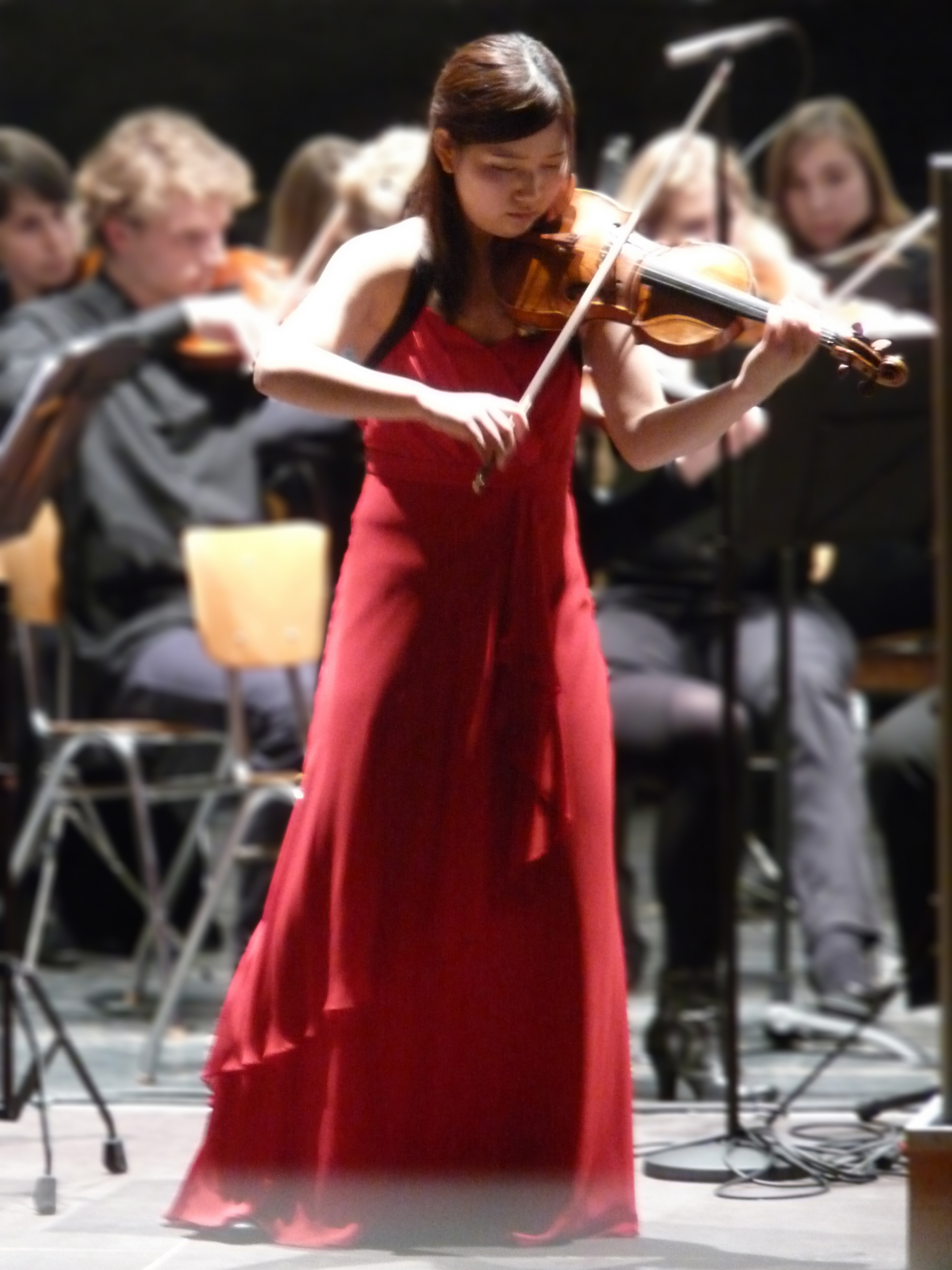
鈴木 愛理 (2013)

鈴木 愛理（すずき あいり、1989年6月8日 - ）は、日本のヴァイオリニスト。

## 人物
出典
4歳からヴァイオリンを始める。これまで曽我部千恵子、原田幸一郎、神谷美千子に師事。現在ドイツにてクシシトフ・ヴェグジンに師事。
2005年「フレッシュ・アーチスツfromヨコスカ」シリーズに選ばれ初リサイタルを開催。同年、桐朋女子高等学校音楽科に入学。
2006年ヴィエニアフスキ国際ヴァイオリン・コンクール第2位。2007年ポーランド各都市でリサイタル及びオーケストラとの共演のコンサートツアーを行う。
2008年オランダのコンセルトヘボー、オルランド音楽祭等各都市で公演を行う。同年、桐朋女子高等学校音楽科を首席で卒業。桐朋学園大学音楽学部に特待生として入学。
2010年よりハノーファー音楽・演劇学に在籍。
東京交響楽団、東京フィルハーモニー交響楽団、日本フィルハーモニー交響楽団、新日本フィルハーモニー交響楽団、神奈川フィルハーモニー管弦楽団、仙台フィルハーモニー管弦楽団、海外ではポズナン・フィルハーモニー管弦楽団他　数々のオーケストラとの共演などの演奏活動を行う。

## コンクール歴
- 1998年 第10回 子供のためのヴァイオリンコンクール 金賞受賞。
- 2000年 第10回 日本クラシック音楽コンクール 全国大会小学校の部 第2位（第1位なし）。
- 2001年 第55回 全日本学生音楽コンクール 東京大会小学校の部 第2位。
- 2003年 第57回 全日本学生音楽コンクール 全国大会中学校の部 第1位。
- 2006年 第13回 ヴィエニアフスキ国際ヴァイオリン・コンクール（ポーランド・ポズナン市で5年に一度開催） 第2位。
- 2012年 第8回　ハノーファー国際ヴァイオリン・コンクール　第5位。
- 2015年 第31回 ヴァルセージア国際音楽コンクール 第2位 （第1位なし）。